# Bad Meets Evil
Bad Meets Evil är en hiphopduo bestående av Eminem och Royce Da 5'9. Duon fick sitt genombrott 2011 när de släppte EP:n Hell: the Sequel där bland annat låten "Fast Lane" fanns med. Bad & Evil är smeknamn för både Eminem och Royce, där Royce är Bad och Eminem är Evil.

## Diskografi
EP
- 2011 - Hell: The Sequel

Singlar
- 1999 - Nuttin' to Do
- 1999 - Scary Movies
- 2011 - Fast Lane
- 2011 - Lighters (med Bruno Mars)